# Akkalkot
Akkalkot (o Akalkot) è una città dell'India di 38.218 abitanti, situata nel distretto di Solapur, nello stato federato del Maharashtra. In base al numero di abitanti la città rientra nella classe III (da 20.000 a 49.999 persone).

## Geografia fisica
La città è situata a 17° 31' 60 N e 76° 13' 0 E e ha un'altitudine di 443 m s.l.m..

## Società

### Evoluzione demografica
Al censimento del 2001 la popolazione di Akkalkot assommava a 38.218 persone, delle quali 19.364 maschi e 18.854 femmine. I bambini di età inferiore o uguale ai sei anni assommavano a 5.367, dei quali 2.783 maschi e 2.584 femmine. Infine, coloro che erano in grado di saper almeno leggere e scrivere erano 24.187, dei quali 14.206 maschi e 9.981 femmine.